# 川上律江
川上 律江（かわかみ りつえ、1912年 - 1942年）は、日本の洋画家。大阪市生まれ。父は戦後衆議院議員を務めた川上貫一。
上京して洋画を学ぶ。同じ画家の尾崎三郎と結婚しながら画業を続け、1932年「農夫の家族」で帝展入選、そのときの「紅一点」といわれた。1933年には「面会」を描き、尾崎とともに〈美術リアリスト集団〉を結成、同好の士を集め絵画研究につとめた。しかし、それが治安維持法違反と疑われ、1934年1月に検挙された。1942年、結核で死去。